# Награда „Никола Пеца Петровић”
Награда „Никола Пеца Петровић” је награда коју од 1992. године додељује Народно позориште Сомбор на Позоришном маратону. Додељује се бијенално за најуспешнијег позоришног менаџера.
Награда је именована по истакнутом управнику Народног позоришта у Сомбору.

## Добитници
- Небојша Брадић (1992)[1]
- Љубомир Драшкић (1993)[1]
- Синиша Ковачевић (1994)[1]
- Миливоје Млађеновић (1996)[1]
- Бранислава Лијешевић (1997)[1]
- Златица Поповић (1998)[1]
- Слободанка Алексић (1999)[1]
- Светозар Цветковић (2000)[1]
- Љубица Ристовски (2002)[1]
- Горан Ибрајтер (2004)[1]
- Бранко Цвејић (2006)[1]
- Зоран Стаматовић (2008)[1]
- Ања Суша (2010)[1]
- Sándor Laszló (2012)[1]
- Биљана Кескеновић и Бранислав Недић (2014)[1]
- Зоран Карајић (2016)[1]
- Андраш Урбан (2018)[1]
- Михајло Несторовић (2021)[2]